# Blagaj Japra
Blagaj Japra (szerbül: Благај Јапра), bosnyák falu Bosznia-Hercegovinában, Bosanska krajina területén, Novi Grad községben, a Szerb Köztársaságban. 

## Fekvése
Bosznia-Hercegovina nyugati részén, Banja Lukától légvonalban 64, közúton 79 km-re északnyugatra, községközpontjától légvonalban 6, közúton 9 km-re keletre, a Japra és a Szana folyók összefolyásánál és a tőle nyugatra fekvő dombvidéken, 120 – 310 méteres tengerszint feletti magasságban fekszik

## Népessége
| Nemzetiségi csoport | Népesség 1991 | Népesség 2013 |
| ------------------- | ------------- | ------------- |
| Szerb               | 0             | 0             |
| Bosnyák             | 1278          | 1178          |
| Horvát              | 0             | 0             |
| Jugoszláv           | 0             | 0             |
| Egyéb               | 1             | 2             |
| Összesen            | 1279          | 1181          |

## Története
Az illírek idejében ezt a területet a maezei törzs lakta, amely valójában törzsszövetség volt 268 decuriával. Az itt található vasérc miatt már ekkor megindult a bányászati és kohászati tevékenység. Az utolsó nagy illír felkeléssel (Baton felkelésével) ez a terület is a Római Birodalom része lett. Ezután kezdődött az itteni vasgyártás aranykora, amely a Római Birodalom összes fegyvergyárát ellátta. Az olvasztómű (feraria) mellett a bányakerület központjaként alakult ki a település, ahol a túlnyomórészt külföldi munkaerő lakott, amit a műemléki feliratok is igazolnak. Az egész dalmáciai és pannóniai fereria központja Sisciában (Sziszek) volt. A régészeti kutatások a római kori salakmaradványt mintegy 2 millió tonnára, az ókeresztény bazilika körük talált maradványokat pedig mintegy 200 000 tonnára becsülték. 
Különösen érdekes volt egy nagy ókeresztény bazilika felfedezése, amely abból az időből származik, amikor a keleti gótok a régi római település mellett 508-ban helyreállították a vastermelést. A termelés tovább fokozódott, amikor ezeket a vidékeket később I. Justinianus alatt a Bizánci Birodalom uralta. A blagaji bazilika művészi berendezése a korai bizánci művészet időszakába vezet, amikor ezek a hatások az isztriai és a ravennai exarchátus területéről elterjedtek.
Blagajt először 1240-ben említik az írásos dokumentumok. Ez volt a blagaji Babonics (Babonić) főúri család ősi fészke, akik a horvátországi Blagaj várát is felépítették. Halála előtt I. Prijezda bosnyák bán 1287-ben kettéosztotta Zemaljnik és Banja Luka földjét, és Blagaj várát apósának, Babonics Istvánnak (Stjepan Babonić) adta. Fia, II. Prijezda volt, aki báni tisztségében is követte, ebben a várban született 1233-ban. János, a Babonics család leszármazottja feleségével, Dorottyával és fiával, Miklóssal együtt birtokukat a bosnyák királyra ruházta át, cserébe az István Tamás bosnyák királytól kapott védelemért. A boszniai Blagaj vára ma Blagaj Rijeka területén található.
A térség 1537-ben a Szana völgyétől északra állt Blagaj várának elestével került török kézre. A település 1878-ig tartozott az Oszmán Birodalomhoz, ekkor a berlini kongresszus határozata alapján az Osztrák-Magyar Monarchia része lett. 
1879-ben az első osztrák-magyar népszámlálás során Novi község részeként településnek 88 háztartása és 489 muszlim lakosa volt. 1910-ben a Novi járás és Blagaj község részeként a bosnyákok lakta Blagaj Japra faluban 54 háztartást és 310 muszlim lakost találtak.
A monarchia szétesésével 1918-ben előbb a Szerb-Horvát-Szlovén Királyság, majd 1929-től a Jugoszláv Királyság része. 1921-ben Blagaj községnek 155 háztartása és 811 lakosa volt.
Jugoszlávia megszállása után a falu a Független Horvát Állam (NDH) része lett. 1945-től a település a szocialista Jugoszlávia része volt. A Bosznia-Hercegovinában zajló polgárháború idején a település a Boszniai Szerb Köztársaság része volt. A daytoni békeszerződést követő területfelosztásnál a település, Novi Grad község részeként a Szerb Köztársaság területéhez került.

## Nevezetességei
- Bare – római kori vaskohó maradványai vasolvasztó kemencékkel és salakmaradványokkal a 2. és 3. századból.[10]

- Crkvina – több régészeti rétegből álló lelőhely a római korból. Legalul egy lila színű vassalak réteg, melyből az egyik oldalán Neptunus istent, a másik oldalán delfint ábrázoló pénzérme került elő. A felette levő lazább rétegből az i. e. 1. századból származó vasolvasztó kemence maradványai kerültek elő. Egy sötétebb kultúrréteg nagyszámú kerámiatöredéket tartalmazott, melyek a 2. és 3. században készített edények töredékei voltak. A 3. században egy téglákból és tört kövekből épített lakóépületeket húztak fel ide, melyeknek padozata hatszögű, égetett agyagból készült mozaikokból volt kirakva, falait pedig falfestmények díszítették. Ezek maradványaira a 6. században újabb település épületeit húzták fel, köztül egy háromhajós, félköríves apszisban záródó, átriumos bazilikát keresztelőkápolnával. Keresztelőkápolnának földbe mélyített medencéje volt. Az épület falába a téglák mellett régi római sírköveket is beépítettek.[10]

- Donja Troska – római vasolvasztó maradványai. A vassalak maradványai alól római sírkövek kerültek elő, sok kerámia töredékkel, fémtárgyakkal és pénzérmékkel. Több kemence maradványa is előkerült. A leletek többsége a 3. és 4. századból származik.[10]

- Grad – őskori erődítmény és róma település maradványai a Szana folyó feletti domináns magaslaton, melynek platója 100x40 méteres területet ölel fel és a könnyebben elérhető oldalán sánc védte.[10]

- Straža – római kori temető maradványai. A temető egy részét a talajerózió tönkretette, így megsemmisült. Megmaradt egy sírkamra egy része és két darab kőszarkofág, melyek a 4. századból származnak.[10]

## Fordítás
- Ez a szócikk részben vagy egészben  a   Blagaj Japra című bosnyák Wikipédia-szócikk ezen változatának fordításán alapul.  Az eredeti cikk szerkesztőit annak laptörténete sorolja fel. Ez a jelzés csupán a megfogalmazás eredetét és a szerzői jogokat jelzi, nem szolgál a cikkben szereplő információk forrásmegjelöléseként.